# Dangerous World Tour

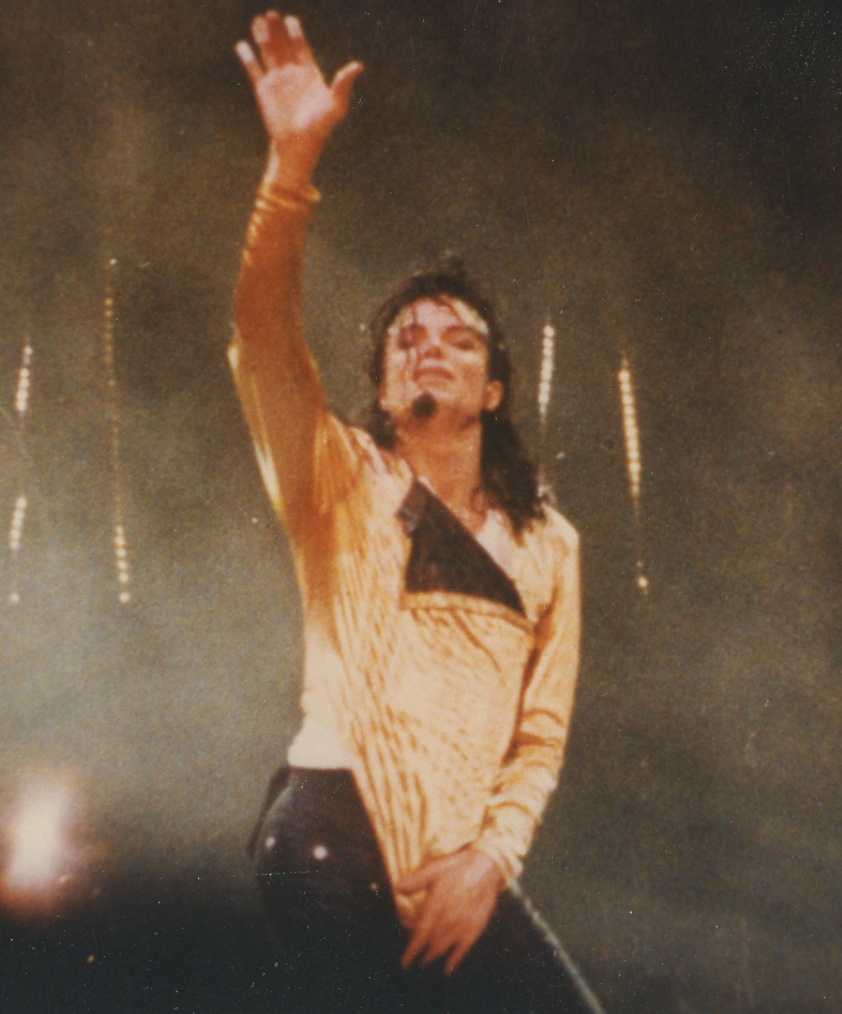
Michael Jackson live während der Dangerous World Tour

Die Dangerous World Tour war eine Konzert-Tournee des amerikanischen Pop-Künstlers Michael Jackson, die am 27. Juni 1992 in München startete und am 11. November 1993 in Mexiko verfrüht endete. Die Tour umfasste 69 Konzerte mit ungefähr 3,5 Millionen Zuschauern. Sämtliche Erlöse, Schätzungen zufolge etwa 100 Millionen Dollar, wurden der „Heal The World“ Stiftung und diversen anderen wohltätigen Zwecken gespendet.
Die Tour wurde abgebrochen wegen Anschuldigungen des Kindesmissbrauchs gegen Jackson. Des Weiteren war er bei Teilen der Konzerte bei schlechter Gesundheit. Der Abbruch des dritten Legs der Tour bedeutete, dass diese nie die USA – Jacksons Heimatland – erreichte.
Michael Jackson verkaufte die Filmrechte an seinem Konzert in Bukarest (Rumänien) an HBO für 21 Millionen US-Dollar. Das Abkommen war der höchste jemals für ein Live-Konzert gezahlte Betrag. Im Oktober 1992, als das Konzert auf HBO in 61 Ländern ausgestrahlt wurde, erreichte es die bis dato höchste Einschaltquote in der Geschichte des TV-Senders.
Im Jahre 2004 wurde das Konzert auf DVD als Teil der Ultimate Collection und 2005 separat veröffentlicht.
Am 31. Dezember 1992, während des Konzerts zu Silvester in Tokio, hatte Slash einen besonderen Gastauftritt für den Song „Black or White“.
Es wurden 20 Lastwagen benötigt, um die Bühnentechnik zu transportieren. Drei Tage dauerte ihr Aufbau.
Die meisten Konzerte des ’92er Legs endeten damit, dass ein Stuntman mit einem Raketenrucksack als Michael Jackson aus der Arena flog. Wenn dieser verschwunden war, sagte ein Ansager: “Michael Jackson has left the stadium” (Michael Jackson hat das Stadion verlassen) und das Konzert wurde ohne Zugaben beendet. Der Stuntman war Kinnie Gibson. Angeblich verlangte Gibson insgesamt eine Million US-Dollar für die Vorführung dieser Stunts.
Remember the Time und Rock with You sollten gespielt werden, wurden aber aus unbekannten Gründen gestrichen.

## Setlist
| 1. Carmina Burana Brace Yourself Intro 2. Jam 3. Wanna Be Startin’ Somethin 4. Human Nature 5. Smooth Criminal 6. I Just Can’t Stop Loving You mit Siedah Garrett 7. She’s out of My Life 8. Jackson 5 Medley (I Want You Back/The Love You Save/I’ll Be There) 9. Thriller 10. Billie Jean 11. Panther Interlude / In the Closet (nur am 16. September 1992 in Toulouse gespielt worden) 12. Workin' Day and Night 13. Beat It 14. Will You Be There 15. The Way You Make Me Feel 16. Bad 17. Black or White 18. We Are the World Interludium 19. Heal the World 20. Man in the Mirror | 1. Carmina Burana Brace Yourself Intro 2. Jam 3. Wanna Be Startin’ Somethin’ 4. Human Nature 5. Smooth Criminal 6. I Just Can’t Stop Loving You mit Siedah Garrett 7. She’s out of My Life 8. Jackson 5 Medley (I Want You Back/The Love You Save/I’ll Be There) 9. Thriller 10. Billie Jean 11. Panther Interlude 12. Will You Be There 13. Dangerous (ab dem zweiten Leg) 14. Black or White 15. We Are the World Interlude 16. Heal the World 17. Man in the Mirror |

- The Way You Make Me Feel und Bad waren nur bis zum 15. Juli 1992 in Oslo Teil der Setlist und bei den ersten vier Konzerten in Tokio.
- Dangerous wurde nur auf den Konzerten des zweiten Legs gespielt.

## Tourdaten
| Nr.          | Datum              | Land                   | Stadt                  | Veranstaltungsort                | Besucher     |
| Leg 1 - 1992 | Leg 1 - 1992       | Leg 1 - 1992           | Leg 1 - 1992           | Leg 1 - 1992                     | Leg 1 - 1992 |
| ------------ | ------------------ | ---------------------- | ---------------------- | -------------------------------- | ------------ |
| 1            | 27. Juni 1992      | Deutschland            | München                | Olympiastadion München           | 72.000       |
| 2            | 30. Juni 1992      | Niederlande            | Rotterdam              | De Kuip                          | 50.000       |
| 3            | 1. Juli 1992       | Niederlande            | Rotterdam              | De Kuip                          | 50.000       |
| 4            | 4. Juli 1992       | Italien                | Rom                    | Stadio Flaminio                  | 40.000       |
| 5            | 6. Juli 1992       | Italien                | Monza                  | Stadio Brianteo                  | 23.000       |
| 6            | 7. Juli 1992       | Italien                | Monza                  | Stadio Brianteo                  | 23.000       |
| –            | 9. Juli 1992       | Italien                | Venedig                | Porto di Venezia                 | – abgesagt – |
| 7            | 11. Juli 1992      | Deutschland            | Köln                   | Müngersdorfer Stadion            | 65.000       |
| 8            | 15. Juli 1992      | Norwegen               | Oslo                   | Valle Hovin                      | 35.000       |
| 9            | 17. Juli 1992      | Schweden               | Stockholm              | Olympiastadion Stockholm         | 53.000       |
| 10           | 18. Juli 1992      | Schweden               | Stockholm              | Olympiastadion Stockholm         | 53.000       |
| 11           | 20. Juli 1992      | Danemark               | Kopenhagen             | Gentofte Stadion                 | 30.000       |
| 12           | 22. Juli 1992      | Belgien                | Werchter               | Festival Ground                  | 40.000       |
| 13           | 25. Juli 1992      | Irland                 | Dublin                 | Lansdowne Road                   | 40.000       |
| 14           | 30. Juli 1992      | Vereinigtes Konigreich | London                 | Wembley-Stadion                  | 72.000       |
| 15           | 31. Juli 1992      | Vereinigtes Konigreich | London                 | Wembley-Stadion                  | 72.000       |
| –            | 1. August 1992     | Vereinigtes Konigreich | London                 | Wembley-Stadion                  | – abgesagt – |
| 16           | 5. August 1992     | Vereinigtes Konigreich | Cardiff                | Cardiff Arms Park                | 50.000       |
| 17           | 8. August 1992     | Deutschland            | Bremen                 | Weserstadion                     | 45.000       |
| 18           | 10. August 1992    | Deutschland            | Hamburg                | Volksparkstadion                 | 51.000       |
| 19           | 13. August 1992    | Deutschland            | Hameln                 | Weserberglandstadion             | 25.000       |
| 20           | 16. August 1992    | Vereinigtes Konigreich | Leeds                  | Roundhay Park                    | 60.000       |
| 21           | 18. August 1992    | Vereinigtes Konigreich | Glasgow                | The Haugh                        | 65.000       |
| 22           | 20. August 1992    | Vereinigtes Konigreich | London                 | Wembley-Stadion                  | 72.000       |
| 23           | 22. August 1992    | Vereinigtes Konigreich | London                 | Wembley-Stadion                  | 72.000       |
| 24           | 23. August 1992    | Vereinigtes Konigreich | London                 | Wembley-Stadion                  | 72.000       |
| 25           | 26. August 1992    | Osterreich             | Wien                   | Praterstadion                    | 50.000       |
| 26           | 28. August 1992    | Deutschland            | Frankfurt am Main      | Waldstadion                      | 60.000       |
| 27           | 30. August 1992    | Deutschland            | Ludwigshafen           | Südweststadion                   | 32.000       |
| 28           | 2. September 1992  | Deutschland            | Bayreuth               | Hans-Walter-Wild-Stadion         | 32.000       |
| 29           | 4. September 1992  | Deutschland            | Berlin                 | Friedrich-Ludwig-Jahn-Sportpark  | 35.000       |
| –            | 6. September 1992  | Deutschland            | Gelsenkirchen          | Parkstadion                      | – abgesagt – |
| 30           | 8. September 1992  | Schweiz                | Lausanne               | Stade Olympique de la Pontaise   | 47.000       |
| –            | 11. September 1992 | Schweiz                | Basel                  | St. Jakob-Park                   | – abgesagt – |
| 31           | 13. September 1992 | Frankreich             | Paris                  | Hippodrome de Vincennes          | 85.000       |
| 32           | 16. September 1992 | Frankreich             | Toulouse               | Stadium Municipal                | 40.000       |
| 33           | 18. September 1992 | Spanien                | Barcelona              | Olympiastadion Barcelona         | 42.000       |
| 34           | 21. September 1992 | Spanien                | Oviedo                 | Estadio Carlos Tartiere          | 25.000       |
| 35           | 23. September 1992 | Spanien                | Madrid                 | Estadio Vicente Calderón         | 40.000       |
| 36           | 26. September 1992 | Portugal               | Lissabon               | Estádio José Alvalade XXI        | 64.000       |
| 37           | 1. Oktober 1992    | Rumänien               | Bukarest               | Lia-Manoliu-Stadion              | 70.000       |
| –            | 4. Oktober 1992    | Turkei                 | Istanbul               | İnönü Stadı                      | – abgesagt – |
| –            | 6. Oktober 1992    | Turkei                 | Izmir                  | İzmir Atatürk Stadı              | – abgesagt – |
| –            | 10. Oktober 1992   | Griechenland           | Athen                  | Olympiastadion Athen             | – abgesagt – |
| 38           | 12. Dezember 1992  | Japan 1870             | Tokio                  | Tokyo Dome                       | 45.000       |
| 39           | 14. Dezember 1992  | Japan 1870             | Tokio                  | Tokyo Dome                       | 45.000       |
| 40           | 17. Dezember 1992  | Japan 1870             | Tokio                  | Tokyo Dome                       | 45.000       |
| 41           | 19. Dezember 1992  | Japan 1870             | Tokio                  | Tokyo Dome                       | 45.000       |
| 42           | 22. Dezember 1992  | Japan 1870             | Tokio                  | Tokyo Dome                       | 45.000       |
| 43           | 24. Dezember 1992  | Japan 1870             | Tokio                  | Tokyo Dome                       | 45.000       |
| 44           | 30. Dezember 1992  | Japan 1870             | Tokio                  | Tokyo Dome                       | 45.000       |
| 45           | 31. Dezember 1992  | Japan 1870             | Tokio                  | Tokyo Dome                       | 45.000       |
| Leg 2 - 1993 |                    |                        |                        |                                  |              |
| 46           | 24. August 1993    | Thailand               | Bangkok                | Nationalstadion                  | 70.000       |
| 47           | 27. August 1993    | Thailand               | Bangkok                | Nationalstadion                  | 70.000       |
| 48           | 29. August 1993    | Singapur               | Singapur               | Nationalstadion Singapur         | 47.000       |
| 49           | 1. September 1993  | Singapur               | Singapur               | Nationalstadion Singapur         | 47.000       |
| 50           | 4. September 1993  | Taiwan                 | Taipeh                 | Taipei Municipal Stadium         | 40.000       |
| 51           | 6. September 1993  | Taiwan                 | Taipeh                 | Taipei Municipal Stadium         | 40.000       |
| 52           | 10. September 1993 | Japan 1870             | Fukuoka                | Fukuoka Dome                     | 35.000       |
| 53           | 11. September 1993 | Japan 1870             | Fukuoka                | Fukuoka Dome                     | 35.000       |
| 54           | 15. September 1993 | Russland               | Moskau                 | Olympiastadion Luschniki         | 70.000       |
| 55           | 19. September 1993 | Israel                 | Tel Aviv               | Yarkon Park                      | 85.000       |
| 56           | 21. September 1993 | Israel                 | Tel Aviv               | Yarkon Park                      | 85.000       |
| 57           | 23. September 1993 | Turkei                 | Istanbul               | İnönü Stadı                      | 48.000       |
| 58           | 26. September 1993 | Spanien                | Santa Cruz de Tenerife | Hafen von Santa Cruz de Tenerife | 45.000       |
| –            | 30. September 1993 | Sudafrika 1982         | Johannesburg           | Johannesburg-Stadion             | – abgesagt – |
| –            | 2. Oktober 1993    | Sudafrika 1982         | Johannesburg           | Johannesburg-Stadion             | – abgesagt – |
| 59           | 8. Oktober 1993    | Argentinien            | Buenos Aires           | River-Plate-Stadion              | 80.000       |
| 60           | 10. Oktober 1993   | Argentinien            | Buenos Aires           | River-Plate-Stadion              | 80.000       |
| 61           | 12. Oktober 1993   | Argentinien            | Buenos Aires           | River-Plate-Stadion              | 80.000       |
| 62           | 15. Oktober 1993   | Brasilien              | São Paulo              | Estádio do Morumbi               | 105.000      |
| 63           | 17. Oktober 1993   | Brasilien              | São Paulo              | Estádio do Morumbi               | 105.000      |
| –            | 19. Oktober 1993   | Brasilien              | Rio de Janeiro         | Maracanã                         | – abgesagt – |
| –            | 21. Oktober 1993   | Chile                  | Santiago               | Estadio Nacional de Chile        | – abgesagt – |
| 64           | 23. Oktober 1993   | Chile                  | Santiago               | Estadio Nacional de Chile        | 65.000       |
| –            | 26. Oktober 1993   | Peru                   | Lima                   | Estadio José Díaz                | – abgesagt – |
| 65           | 29. Oktober 1993   | Mexiko                 | Mexiko-Stadt           | Aztekenstadion                   | 110.000      |
| 66           | 31. Oktober 1993   | Mexiko                 | Mexiko-Stadt           | Aztekenstadion                   | 110.000      |
| 67           | 7. November 1993   | Mexiko                 | Mexiko-Stadt           | Aztekenstadion                   | 110.000      |
| 68           | 9. November 1993   | Mexiko                 | Mexiko-Stadt           | Aztekenstadion                   | 110.000      |
| 69           | 11. November 1993  | Mexiko                 | Mexiko-Stadt           | Aztekenstadion                   | 110.000      |

## Trivia
- Am 16. September 1992 in Toulouse spielte die Band ein knapp zweiminütiges Instrumental vom Song In the Closet. Dies war das einzige Mal, dass der Song gespielt wurde.
- Bei den Shows in Tokio 1992 wurden Beat It und Working Day and Night zum letzten Mal gespielt. Sie wurden im Südamerika-Leg aus der Setlist genommen.
- Michael Jackson trug bei den Shows in Tokio während des Songs Heal the World unterschiedliche Jacken und/oder Shirts. So kursieren im Internet Videoaufnahmen Jacksons, wie er besagten Song mit einem roten Shirt sang. Dies kann als Tribute zur Bad World Tour angesehen werden, da Jackson ebenfalls bei den Auftaktkonzerten in Tokio mit diversen Alternativkostümen experimentierte.